# Boom (닥터 후)
"Boom" (디즈니+ 한국어 제목: 폭발)은 영국의 SF 드라마 닥터 후 시즌 1의 세 번째 에피소드이다. 2010년~2017년 쇼러너로 활동했던 스티븐 모펏이 각본을 쓰고 줄리 앤 로빈슨이 감독을 맡았다. 2024년 5월 17일 BBC iPlayer와 디즈니+를 통해 온라인으로 처음 공개되었으며 5월 18일 영국 BBC One에서 방송되었다.
이번 에피소드는 15대 닥터 (슈티 개트와)와 동행자 루비 선데이 (밀리 깁슨)이 전쟁 한복판의 어느 외계 행성에 도착하고, 닥터가 지뢰를 밟아 꼼짝 못하는 상황에서 해결책을 강구하는 이야기로 전개된다. 별다른 무대전환 없이 간단하게 제작된 이른바 '보틀 에피소드'로서, 차기 시즌에서 닥터후에 첫 등장할 것으로 전망됐던 바라다 세투가 먼디 플린이란 단역으로 출연하였다.
영국 방영 당시 시청자수는 357만 명이었으며 평론가들의 반응은 긍정적이었다.

## 줄거리
전쟁으로 폐허가 된 외계 행성. 작전 중 실명 위기에 처한 성공회 군대 소속의 존 프란시스 베이터는 구조차 로봇을 만난다. 구조차 로봇은 베이터가 완치되려면 수 주가 필요하다고 진단한 뒤 전투능력에 부적격하다며 베이터를 살해한다. 베이터의 시신은 조그만 원통형 용기 속에 욱여넣어지고, 그의 정신을 시뮬레이션한 인공지능 (AI)도 함께 담긴다.
그 사이 타디스를 타고 행성에 도착한 닥터와 루비는 베이터의 비명을 듣고 무슨 일인지 알아보기로 한다. 그러나 구덩이로 내려갔던 닥터가 지뢰를 밟고 움직일 수 없게 된다. 방산업체 빌렌가드 사에서 생산하는 지뢰는 밟는 사람의 DNA를 조작해 폭발물로 둔갑시키는 기능을 지니고 있었다. 따라서 닥터가 지닌 타임로드의 DNA가 폭발성 물질로 바뀐다면 그 행성의 절반을 날려버릴 수도 있는 위기에 처한다.
닥터는 지뢰의 작동게이지가 다 차지 않도록 한발로 안간힘을 쓰며 버티기 시작한다. 루비는 닥터의 부담을 덜어주기 위해 베이터의 시신이 담긴 원통을 닥터에게 건네어 균형을 맞춘다. 그때 베이터의 딸 '스플라이스'가 현장에 나타나 아버지가 어디 있느냐며 찾기 시작한다. 홀로그램으로 바뀐 아버지의 모습을 보고 흥분한 스플라이스가 닥터에게 다가가려 하자, 루비는 지뢰를 작동시키지 않도록 스플라이스를 막는다.
이후 세 사람 앞에 베이터의 시신을 회수하려는 성공회 군인 '먼디 플린'이 나타난다. 닥터는 머디에게 이 행성에서 대체 무슨 전쟁을 벌이고 있느냐고 묻자, 머뭇거리던 머디는 지하의 카스타리언이란 외계인과 싸우고 있다고 밝힌다. 먼디는 자신의 지시를 듣지 않는 닥터를 총으로 쏘고, 부상을 감지한 구조차 로봇이 닥터에게 다가온다. 루비는 로봇이 닥터를 '치료'하지 않도록 총을 들고 주변에 쏘며 주의를 분산시키려 하고, 진상을 알게 된 먼디는 루비에게 자신에게 총을 쏴서 부상병으로 만들라고 한다. 이 때 먼디를 사모하던 또다른 군인 '캔터베리 제임스 올리펀트', 줄여서 '캔토'가 나타나, 루비가 먼디를 죽이려 하는 것으로 착각하고 루비에게 총을 쏘아 치명상을 입힌다.
쓰러진 루비를 보며 눈물을 흘리던 닥터는 사실 이 행성에 외계인 적군 같은 것은 없으며, 방산업체 빌렌가드가 수익을 내기 위해 임의의 전쟁을 가장한 것이고, 이곳의 군인들 모두가 그것에 놀아나고 있다는 사실을 깨닫는다. 이어서 닥터는 전쟁을 끝내면 지뢰와 구조차 로봇의 작동을 멈출수 있다는 결론을 내린다. 닥터는 베이터의 AI로 하여금 빌렌가드의 데이터베이스에 접근해서 카스타리언이 존재하지 않는다는 증거를 찾아 군인들이 항복하도록 설득한다.
죽어가는 루비를 치료하기 위해 구조차 로봇의 시스템을 재설정하던 캔토는 방어기제 시스템의 대응으로 사망한다. 인공지능의 모습으로 다시 나타난 캔토는 먼디에게 사랑했다고 밝힌다. 이후 베이터의 AI가 빌렌가드의 시스템을 무력화시키고 전쟁을 끝내는 데 성공한다. 이로서 닥터는 지뢰에서 탈출하고, 구조차 로봇들은 루비를 되살려 놓는다. 먼디는 떠나는 닥터와 루비를 배웅하고, 이전에 베이터에게 약속한 것처럼 스플라이스를 보살피기로 마음먹는다.

### 다른 에피소드와의 연관성
작중 교회의 성직자들이 군사화되었다는 설정은 2010년 방영된 뉴 시즌 5 "The Time of Angels" 편에서 처음 소개된 바 있다. 방산업체 '빌렌가드'는 2005년 방영된 "The Doctor Dances"에서 처음 언급된다. 두 에피소드 모두 이번 에피소드의 각본을 맡은 스티븐 모펏의 작품이다.

## 제작

### 기획

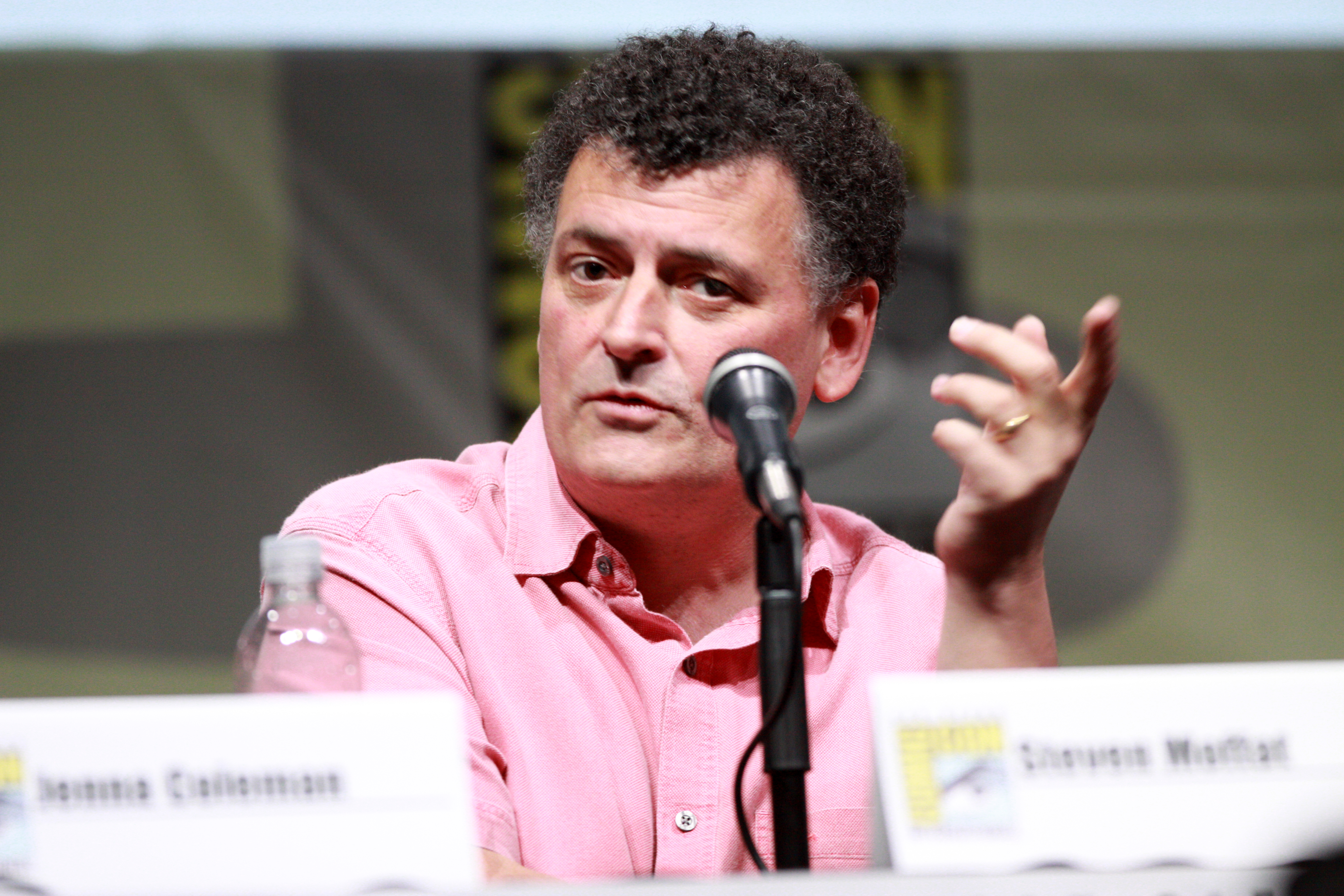
이번 에피소드는 닥터후 쇼러너였던 스티븐 모펏 (사진)이 초대작가로서 드라마에 복귀한 에피소드가 되었다.

"Boom"은 닥터후의 전 쇼러너이자 총괄프로듀서인 스티븐 모펏이 각본을 맡았다. 모펏의 각본 참여는 2017년 "Twice Upon a Time" 이후 7년 만이다. 모펏이 섭외된 것은 현재 쇼러너를 맡고 있는 러셀 T 데이비스의 제안에 따른 것이었는다, 러셀 역시 모펏 이전에 닥터후의 쇼러너를 맡은 바 있다. 에피소드 기획 단계에서 모펏은 1975년 방영된 〈Genesis of the Daleks〉에서 4대 닥터가 지뢰를 밟는 전개에서 영감을 얻었다. 해당 에피소드에서는 닥터가 잠시 밟고 끝나는 것으로 나왔지만, 이번 에피소드에서는 이야기 전체로 설정을 확대하기로 하였다. 또 이전에는 이 드라마에서 이런 류의 장루는 다루지 않았다며, 긴장감 넘치는 에피소드를 만들고 싶었다고 밝혔다.
본 에피소드의 이야기 자체는 모펏이 섭외되기 전에 집필된 것으로, 2021년 말 대략적인 개요를 집필하기 시작했던 것으로 알려졌다. 처음 12~14페이지를 쓰고난 뒤에는 초반부 시점이 적절치 않다고 느껴 처음부터 다시 집필했다고 밝혔다. 대본리딩은 2023년 3월 1일에 이루어졌으며, 본격적인 촬영이 시작되기 전 모펏 본인이 총괄 프로듀서로 나서 에피소드의 분위기 설정 회의를 주도하였다. "Boom"은 한정된 세트장과 소수의 출연진이 등장하는 일종의 '보틀 에피소드' (bottle episode)로 소개되었다.

### 촬영

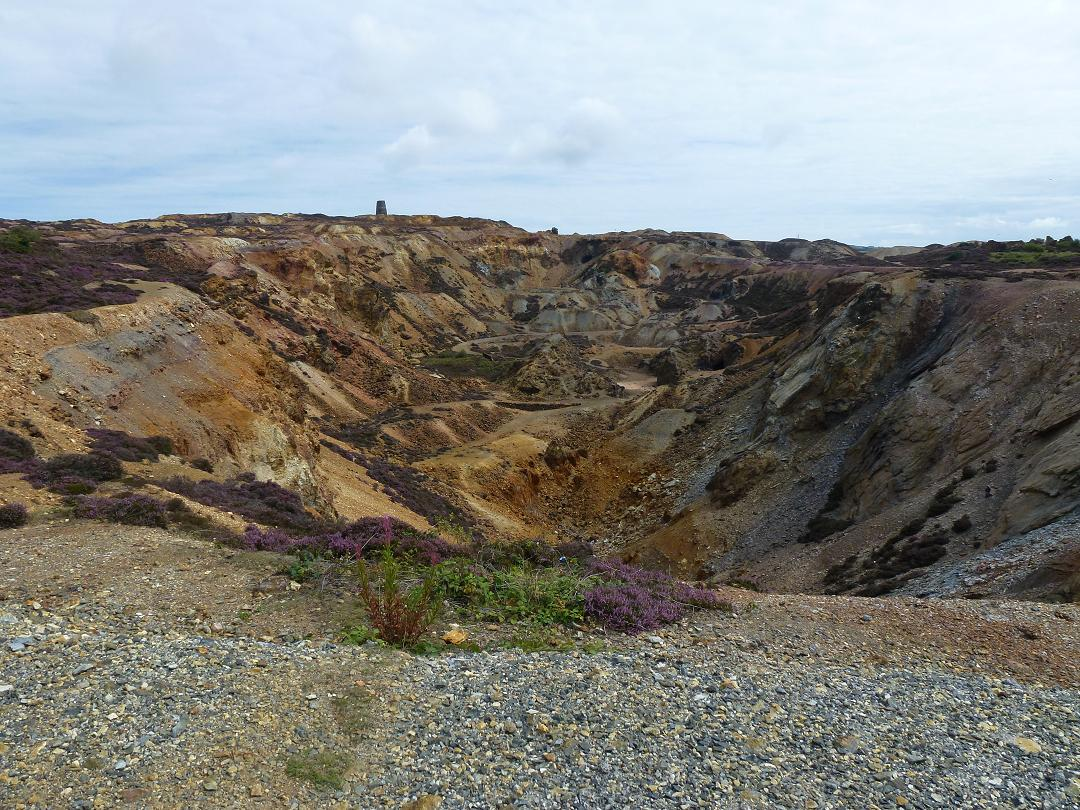
제작진은 로케이션 촬영장소로 웨일스 파리스산 (Parys Mountain)의 채석장을 섭외하는 방안을 검토하였다.

"Boom"은 "Space Babies"와 함께 시즌 1의 세번째 제작일정으로 편성되어 촬영이 이뤄졌다. 감독은 줄리 앤 로빈슨이 맡았다. 이번 에피소드는 일반적인 촬영순서가 아니라 한 장면 한 장면씩 촬영하기로 결정했으며, 통상적인 드라마 촬영보다 훨씬 더 길게, 롱테이크 촬영으로 진행하기로 하였으며 일부 씬은 최대 7분에 이르렀다.
제작진은 최대 20일간의 로케이션 촬영이 진행될 푹 패인 지형의 물색에 나섰다. 이 과정에서 웨일스 패리스산을 비롯한 영국 각지의 채석장들이 후보로 올랐다. 그러나 프로덕션 디자이너 필 심스가 악천후로 인해 촬영이 지연될 위험을 피해야 한다면서 울프 스튜디오 웨일스의 사운드 스테이지에 세트장을 조성하는 것으로 결론이 났다. 작중 등장하는 군인들의 야영지는 울프 스튜디오의 뒷마당에 세트장을 지었으며 선적 컨테이너와 스튜디오 외벽을 배경으로 활용했다. 작중 외계 행성의 풍경은 CG로 제작되었으며 후처리가 아니라 촬영 현장에 대형 LED 디스플레이에 띄워 배우들의 몰입감을 높였다.

### 캐스팅
이번 에피소드는 차기 시즌에서 닥터의 동행자로 등장하기로 한 바라다 세투가 '먼디 플린' 역으로 깜짝 출연하였다. 바라다 세투는 "Boom"의 촬영을 마친 뒤에야 시즌 2의 새 동행자 역으로 캐스팅됐다고 밝혔다. 러셀은 세투가 맡게 될 동행자 배역이 이번 에피소드의 플린과 동일인은 아니라고 밝혔으나, 둘 사이의 연관성이 결국에는 있지 않겠느냐고 운을 띄웠다. 이전에도 모펏은 닥터의 동행자 클라라 오스왈드 역의 제나 콜먼을 당초 예상보다 1년 일찍, 약간 다른 배역으로 출연시킨 적이 있었다.
의무병 로봇의 인간형 인터페이스 역에는 수전 트위스트가 출연하였다. 수전 트위스트는 이전 에피소드에서도 조금씩 다른 배역으로 출연한 바 있다. 이밖에도 조 앤더슨, 마지드 메디자데발루저디, 캐올린 스프링얼, 바브 조시가 출연하였다.

## 방송과 평가
2024년 5월 17일 BBC iPlayer와 디즈니+로 처음 공개되었으며 2024년 5월 18일 BBC One에서 방영됐다. BBC iPlayer는 영국과 아일랜드 한정, 디즈니+는 기타 전세계 국가를 대상으로 공개하였다.
BBC One 방영 당시 밤사이 시청자수는 204만 명으로 집계되었으며 당일 BBC One 프로그램 가운데 최고 시청률을 기록하였다. 이전화 "The Devil's Chord"에 비해 시청자수가 20만 명 가까이 감소하였다. 최종 집계된 시청자수는 총 총 357만 명으로 드러났다.
평점 사이트 로튼 토마토의 전문가 리뷰는 평론가 17인에 88%의 신선도를 기록하였으며 평점은 10점 만점에 8점이었다. 로튼 토마토는 "각본의 의무를 다하기 위해 돌아온 전 쇼러너 스티븐 모펏과 더불어, 'Boom'은 닥터 역의 슈티가 여전히 최고조인 와중에 새로운 듀오의 관계발전에 큰 걸음을 내딛는다"는 총평을 내렸다.
토털 필름의 에밀리 머리 (Emily Murray)는 이번 에피소드가 "인스턴트 클래식"이라면서 "간단한 전제가 아름답게 실현되었다. 그 누구도 모펏만큼 닥터 후를 잘 쓸 순 없으며 슈티 가트와는 이보다 더할 나위 없다"고 찬사를 보냈다. 덴 오브 긱의 스테판 모하메드 (Stefan Mohamed)도 이번 에피소드가 단순하면서도 대담하고 짜릿한 만듦새를 보여주었다며 호평하였으며, 주연의 연기력이 뛰어난 점과 간편한 전제설정이 매력적인 시청경험에 기여했다고 지적했다. 또한 "이번 에피소드의 구성은 전문가다웠으며, 효율적이고 흥미로운 세계관 구축, 공포와 서스펜스와 코미디, 등장인물들의 감정적 순간, 사전예고된 미래의 동행자와 일부 요소, 이 모든 것 하나하나가 다른 것을 넘어서는 법이 없다"고 평했다. 주연으로 나선 슈티 가트와, 밀리 깁슨, 바라다 세투의 연기력, 그리고 대사 뒤의 긴장감을 숨긴 모펏의 각본도 호평받았다. 닥터 역의 슈티 가트와는 이번 에피소드가 본 시즌 가운데 가장 좋아하는 에피소드라고 밝혔다.
한편 인디펜던트의 에드 파워 (Ed Power)는 모펏이 본인 스스로의 반박에 혈안이 되어 있다면서 에피소드의 소재를 너무 퉁명스럽게 다뤘다고 지적했다. 또 데일리 텔레그라프의 애니타 싱 (Anita Singh)은 디즈니가 공동 제작자인 것이 이번 에피소드에 큰 영향을 미쳤다는 견해와 함께, 세트장이 "스타 워즈의 잔반 같다"는 점과 "귀여운 아이와 싸구려 결말"을 넣은 점을 그 이유로 거론했다. 또 이제 막 새로 활약하게 된 닥터가 재생성을 하기에는 너무 이른 시점이라 정말로 지뢰에 당해버릴 수 있다는 긴장감은 받지 못했다고 비판했다.